# Challenger de Montevideo 2021

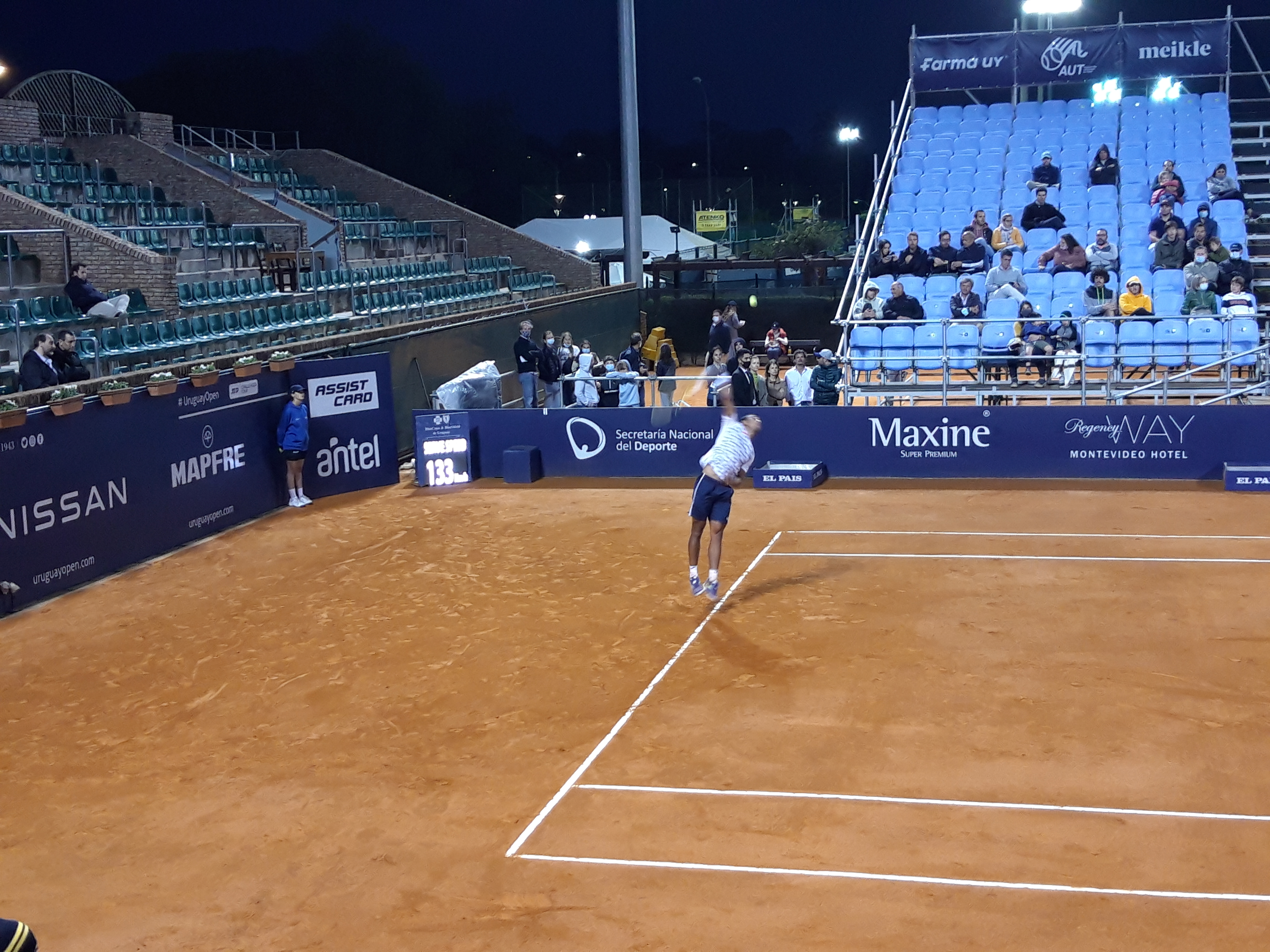
Hugo Dellien en su partido de segunda ronda

El Uruguay Open 2021 fue un torneo de tenis perteneció al ATP Challenger Tour 2021 y a la WTA 125K serie 2021 en la categoría Challenger 80 y WTA 125s. El torneo tuvo lugar en la ciudad de Montevideo (Uruguay), desde el 8 hasta el 14 de noviembre de 2021 para los hombres y desde el 15 hasta el 21 de noviembre de 2021 para las mujeres sobre pista de tierra batida.

## Cabezas de serie

### Individuales masculino
| Favorito | País                 | Jugador                 | Rank1 | Posición en el torneo    |
| -------- | -------------------- | ----------------------- | ----- | ------------------------ |
| 1        | Bandera de Argentina | Federico Coria          | 72    | Semifinales              |
| 2        | Bandera de España    | Jaume Munar             | 78    | Semifinales              |
| 3        | Bandera de Argentina | Facundo Bagnis          | 79    | Cuartos de final, retiro |
| 4        | Bandera de Brasil    | Thiago Monteiro         | 94    | Cuartos de final         |
| 5        | Bandera de Argentina | Francisco Cerúndolo     | 115   | Primera ronda            |
| 6        | Bandera de Perú      | Juan Pablo Varillas     | 128   | Segunda ronda            |
| 7        | Bandera de Bolivia   | Hugo Dellien            | 129   | CAMPEÓN                  |
| 8        | Bandera de Argentina | Tomás Martín Etcheverry | 161   | Primera ronda            |

- 1 Se ha tomado en cuenta el ranking del 1 de noviembre de 2021.

### Otros participantes
Los siguientes jugadores recibieron una invitación (wild card), por lo tanto ingresan directamente al cuadro principal (WC):
- Martín Cuevas
- Francisco Llanes
- Franco Roncadelli

Los siguientes jugadores ingresan al cuadro principal tras disputar el cuadro clasificatorio (Q):
- Francisco Comesaña
- Luciano Darderi
- Facundo Juárez
- Gonzalo Villanueva

### Individuales femenino
| Tenista             | Ranking | Preclasificada |
| Beatriz Haddad Maia | 80      | 1              |
| Panna Udvardy       | 107     | 2              |
| Anna Bondár         | 116     | 3              |
| Irina Bara          | 133     | 4              |
| Diane Parry         | 149     | 5              |
| Ekaterine Gorgodze  | 154     | 6              |
| Paula Ormaechea     | 214     | 7              |
| Laura Pigossi       | 218     | 8              |

- Ranking del 8 de noviembre de 2021

### Dobles femenino
| Tenista                             | Ranking | Preclasificada |
| Irina Bara Ekaterine Gorgodze       | 158     | 1              |
| Arianne Hartono Olivia Tjandramulia | 373     | 2              |
| Anna Bondár Panna Udvardy           | 377     | 3              |
| María Lourdes Carlé Laura Pigossi   | 408     | 4              |

## Campeones

### Individual Masculino
- Hugo Dellien derrotó en la final a  Juan Ignacio Londero, 6–0, 6–1

### Dobles Masculino
- Rafael Matos /  Felipe Meligeni Alves derrotaron en la final a  Ignacio Carou /  Luciano Darderi, 6–4, 6–4

## Campeonas

### Individuales femeninos
Diane Parry venció a  Panna Udvardy por 6–3, 6–2

### Dobles femenino
Irina Bara /  Ekaterine Gorgodze vencieron a  Carolina Alves /  Marina Bassols por 6–4, 6–3